# Jaroslav Rybakov
Jaroslav Vladimirovič Rybakov (rusky Ярослав Владимирович Рыбаков) (* 22. listopadu 1980, Mogilev, dnešní Bělorusko) je ruský atlet, jehož specializací je skok do výšky.

## Kariéra
V roce 1998 na mistrovství světa juniorů v Annecy skončil na pátém místě. O rok později vybojoval na juniorském mistrovství Evropy v lotyšské Rize bronzovou medaili . První medaili mezi dospělými získal na mistrovství světa v Edmontonu 2001, kde se společně s Vjačeslavem Voroninem podělil o stříbrnou pozici. V roce 2002 se stal v Mnichově mistrem Evropy, když ve finále překonal 231 cm. Na letní olympiádě v Athénách 2004 se umístil na šestém místě.
Pětkrát v řadě získal medaili na halovém mistrovství světa. První vybojoval v roce 2003 v Birminghamu, kde skončil stříbrný. Další stříbra získal na HMS v Budapešti 2004, Valencii 2008 a v katarském Dauhá 2010. V roce 2006 se stal v Moskvě halovým mistrem světa. Ve finále skočil napodruhé 237 cm.
Na letních olympijských hrách v Pekingu 2008 získal bronzovou medaili. V soutěži překonal napoprvé 234 cm jako Brit Germaine Mason. Ten však měl lepší technický zápis na předešlých výškách a skončil stříbrný. Zlato vybojoval další ruský výškař Andrej Silnov, který jako jediný skočil 236 cm . V roce 2009 zaznamenal na mistrovství světa v Berlíně jeden ze svých největších úspěchů, když po třech stříbrech ze světových šampionátů (Edmonton 2001, Helsinky 2005, Ósaka 2007) vybojoval zlatou medaili. Ve finále hned čtyři výškaři překonali 232 cm, Rybakov však měl nejlepší technický zápis. V témž roce vyhrál také světové atletické finále v Soluni výkonem 234 cm.

## Osobní rekordy
- hala - (238 cm - 15. února 2005, Stockholm)
- venku - (235 cm - 29. srpna 2007, Ósaka)